# Lliceri de Coserans
Lliceri de Coserans, també anomenat Lleïr, Lleí o Lliser segons la contrada (en llatí, Lycerius), va ser un bisbe mort el 548. És venerat com a sant per l'Església catòlica.

## Vida
Sembla que era d'origen hispà, de Coserans, a la Gàl·lia. Va assistir al concili d'Agde en 506, presidit per sant Cesari d'Arle.

### Llegenda
Segons la llegenda, nasqué al segle V en la Civitas Bigorra, actual Sent Leser, prop de Tarbes. Va estudiar amb el bisbe de Tarbes, i amb Quintí, bisbe de Rodès, que l'ordenà sacerdot. Va ser elegit pels fidels bisbe de Coserans, succeint Valeri, per la santedat de la seva vida. Entre 506 i 541, la diòcesi de Tarbes va restar vacant, i Lliceri se'n feu càrrec: per això, de vegades, es troba citat com a bisbe de Tarbes.
Tradicions locals el feien guaridor: guaria els coixos, malfets, esguerrats, ulcerosos i endimoniats.

## Veneració
Va ser canonitzat i la seva festivitat és el 27 d'agost, tot i que a Lleida se celebra l'1 de setembre. És patró secundari de Lleida, co-patró de Sant Antoni de Vilamajor, de Saint-Lizier i Saint-Lizier d'Ustou (Arieja, Coserans), Saint-Lizier-du-Planté (Gers), etc.
Els patrònims Santllehi, Santllehí, Sanllehy i d'altres, deriven d'aquest nom.

### Sant Lleïr de Lleida
Segons una tradició sense cap base històrica, també fou bisbe de Lleida entre el 268 i el 311: probablement es tracta d'un sant inexistent creat a partir del bisbe de Coserans, la devoció del qual passà a Lleida sense que el sant tingués a veure amb la ciutat. Llavors s'elaboraria la història del seu naixement a la ciutat, etc. Francesc Girvés, degà de la catedral al segle xviii, va redactar un petit estudi criticant l'atribució, que el pare Flórez publicà al tom de la España Sagrada dedicat a la diòcesi de Lleida.
A Catalunya, té capelles a Mura, Sant Antoni de Vilamajor, Sant Llorenç de Morunys i la Vall d'Ora. A Sant Lliser també és dedicada l'església romànica d'Alós.